# Лакомб, Ги
Ги Лако́мб (фр. Guy Lacombe; род. 12 июня 1955 года, Вильфранш-де-Руэрг) — французский футболист и тренер. Олимпийский чемпион 1984 года в составе сборной Франции. В течение тренерской карьеры сменил множество клубов, среди которых «Пари Сен-Жермен» и «Монако».

## Игровая карьера
Лакомб был в составе французской сборной, которая выиграла золотую медаль на летних Олимпийских играх 1984 в Лос-Анджелесе. Выступал за «Альби», «Нант», «Тур», «Тулузу», «Ренн», «Лилль» и «Канны».

## Тренерская карьера
Бывший тренер футбольного клуба «Пари Сен-Жермен», выступающего в Лиге 1, поскольку из-за неудовлетворительных результатов был заменён на Поля Ле Гуэна в январе 2007 года. Лакомб также был менеджером таких клубов, как «Ренн» и «Сошо». Он вырастил сразу нескольких талантливых футболистов, таких как Бенуа Педретти и Жереми Менез. 3 июня 2009 года Лакомб покинул «Ренн», и отправился в «Монако», с которым подписал контракт до июня 2011 года, сменив на посту главного тренера, бразильца, Рикардо Гомеса. 10 января 2011 года после поражения в матче на Кубок Франции от клуба 5-го дивизиона «Шамбери» Лакомб был отправлен в отставку.

## Достижения

### Игрок
- 1977: Чемпион Франции (Нант)
- 1984: Олимпийский чемпион (Франция)

### Тренер
- Канн
  - Победитель Кубка Гамбарделла (1): 1995
- Сошо
  - Победитель Кубка французской лиги (1): 2004
  - Финалист Кубка французской лиги (1): 2003
- Пари Сен-Жермен
  - Победитель Кубка Франции (1): 2006
- Ренн
  - Финалист Кубка Франции (1): 2009
- Монако
  - Финалист Кубка Франции (1): 2010